# Michael Stuhlbarg
Michael Stuhlbarg (Long Beach, 5 luglio 1968) è un attore statunitense.

## Biografia

### Carriera
Nato in California e cresciuto sotto l'ebraismo riformato, Stuhlbarg studia prima alla Juilliard School e successivamente studia recitazione alla UCLA e al National Youth Theatre of Great Britain. Dopo gli studi universitari incomincia a lavorare in teatro, partecipando a svariate produzioni come Long Day's Journey into Night di Eugene O'Neill e The Pillowman di Martin McDonagh, per la sua interpretazione in quest'ultima vince un Drama Desk Award e ottiene la sua prima candidatura al Tony Award.
Per anni si divide tra produzioni di Broadway e off-Broadway, lavorando per Sam Mendes nel revival di Cabaret e per Tom Stoppard in The Invention of Love. Per qualche tempo ha lavorato presso il New York Shakespeare Festival, portando in scena opere come La dodicesima notte e Riccardo II. Tra i suoi lavori cinematografici figurano piccole partecipazioni ai film Il gioco dei rubini di Boaz Yakin e La zona grigia di Tim Blake Nelson, tra suoi crediti televisivi invece figurano le partecipazioni alle serie televisive Studio 60 on the Sunset Strip, Damages e Ugly Betty. Nel 2007 viene diretto da Martin Scorsese nel cortometraggio omaggio ad Alfred Hitchcock, The Key to Reserva. Dopo aver recitato in Nessuna verità di Ridley Scott, viene nuovamente diretto da Scorsese nell'episodio pilota della serie televisiva della HBO Boardwalk Empire.
Dopo anni passati a calcare i palcoscenici teatrali e a recitare al cinema e in televisione come comprimario, nel 2009 ottiene la fama internazionale grazie ai fratelli Coen, che gli affidano la parte da protagonista nel loro film A Serious Man. Per la sua interpretazione nella pellicola dei Coen, Stuhlbarg viene candidato al Golden Globe 2010 e vince un Satellite Awards come miglior attore in un film commedia o musicale. Nel 2011 viene nuovamente diretto da Martin Scorsese, interpretando René Tabard in Hugo Cabret, mentre l'anno successivo compare in film come Men in Black 3, 7 psicopatici, Hitchcock e Lincoln di Steven Spielberg.
Nel 2013 viene scelto da Woody Allen per un piccolo ruolo nel suo Blue Jasmine, mentre nel 2014 appare in Steve Jobs di Danny Boyle e L'ultima parola - La vera storia di Dalton Trumbo di Jay Roach. Nel 2018 è presente in tre film candidati all'Oscar per il miglior film: Chiamami col tuo nome, La forma dell'acqua - The Shape of Water e The Post.

### Vita privata

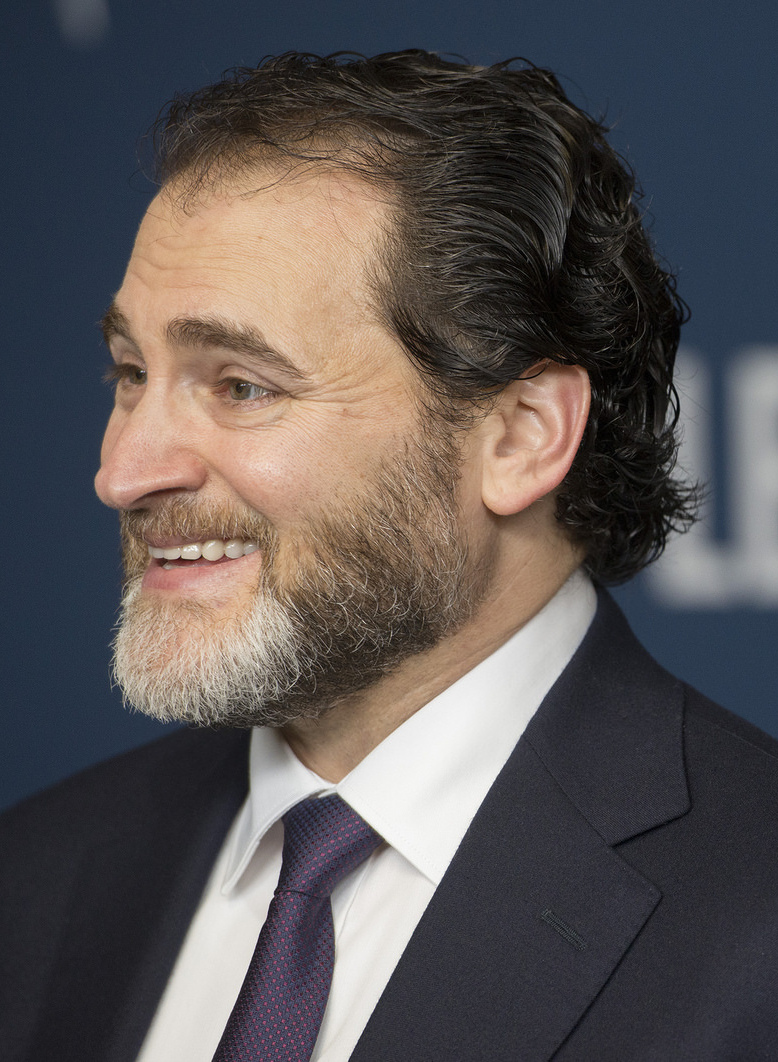
Stuhlbarg nel 2018

Nel 2013 ha sposato Mai-Linh Lofgren.

## Filmografia

### Cinema
- Il gioco dei rubini (A Price Above Rubies), regia di Boaz Yakin (1998)
- Macbeth in Manhattan, regia di Greg Lombardo (1999)
- La zona grigia (The Grey Zone), regia di Tim Blake Nelson (2001)
- Afterschool, regia di Antonio Campos (2008)
- Nessuna verità (Body of Lies), regia di Ridley Scott (2008)
- Cold Souls, regia di Sophie Barthes (2009)
- A Serious Man, regia di Joel ed Ethan Coen (2009)
- Hugo Cabret (Hugo), regia di Martin Scorsese (2011)
- Men in Black 3, regia di Barry Sonnenfeld (2012)
- 7 psicopatici (Seven Psychopaths), regia di Martin McDonagh (2012)
- Lincoln, regia di Steven Spielberg (2012)
- Hitchcock, regia di Sacha Gervasi (2012)
- Blue Jasmine, regia di Woody Allen (2013)
- Cut Bank - Crimine chiama crimine (Cut Bank), regia di Matt Shakman (2014)
- La grande partita (Pawn Sacrifice), regia di Edward Zwick (2014)
- Steve Jobs, regia di Danny Boyle (2015)
- Miles Ahead, regia di Don Cheadle (2015)
- L'ultima parola - La vera storia di Dalton Trumbo (Trumbo), regia di Jay Roach (2015)
- Doctor Strange, regia di Scott Derrickson (2016)
- Arrival, regia di Denis Villeneuve (2016)
- Miss Sloane - Giochi di potere (Miss Sloane), regia di John Madden (2016)
- Chiamami col tuo nome (Call Me by Your Name), regia di Luca Guadagnino (2017)
- La forma dell'acqua - The Shape of Water (The Shape of Water), regia di Guillermo del Toro (2017)
- The Post, regia di Steven Spielberg (2017)
- Shirley, regia di Josephine Decker (2020)
- Doctor Strange nel Multiverso della Follia (Doctor Strange in the Multiverse of Madness), regia di Sam Raimi (2022)
- Bones and All, regia di Luca Guadagnino (2022)
- The Instigators, regia di Doug Liman (2024)
- Operazione vendetta (The Amateur), regia di James Hawes (2025)
- After the Hunt - Dopo la caccia (After the Hunt), regia di Luca Guadagnino (2025)

### Televisione
- Prey - serie TV, 1 episodio (1998)
- The Hunley - film TV, regia di John Gray (1999)
- Law & Order: Criminal Intent - serie TV, episodio 5x11 (2006)
- Studio 60 on the Sunset Strip - serie TV, episodi 1x1 e 1x20 (2006-2007)
- American Experience - serie TV, episodi 19x6, 19x15 e 21x1 (2006-2009)
- Damages - serie TV, episodio 1x3 (2007)
- Law & Order - I due volti della giustizia (Law & Order) - serie TV, episodio 18x15 (2008)
- Ugly Betty - serie TV, episodio 3x15 (2009)
- Boardwalk Empire - L'impero del crimine (Boardwalk Empire) – serie TV, 32 episodi (2010-2012)
- M.Y.C. - film TV, regia di Sascha Ciezata (2013)
- Transparent - serie TV, episodio 2x10 (2015)
- Fargo – serie TV, 8 episodi (2017)
- The Looming Tower – miniserie TV, 8 puntate (2018)
- Your Honor – serie TV, 20 episodi (2020-2023)
- Dopesick - Dichiarazione di dipendenza (Dopesick) – miniserie TV, 8 puntate (2021)
- The Staircase - Una morte sospetta (The Staircase) – miniserie TV, 8 puntate (2022)

## Teatro (parziale)
- Santa Giovanna di George Bernard Shaw, regia di Michael Langham. Lyceum Theatre di Broadway (1993)
- Tutto è bene quel che finisce bene di William Shakespeare, regia di Richard Jones. Delacorte Theatre dell'Off Broadway (1993)
- Three Men on a Horse di John Cecil Holm e George Abbott, regia di John Tillinger. Lyceum Theatre di Broadway (1993)
- Timone d'Atene di William Shakespeare, regia di Michael Langham. Lyceum Theatre di Broadway (1993)
- Riccardo II di William Shakespeare, regia di Steven Berkoff. Delacorte Theatre dell'Off Broadway (1994)
- L'ispettore generale da Nikolaj Gogol', regia di Sam Mendes. Lyceum Theatre di Broadway (1994)
- La tempesta di William Shakespeare, regia di Danny Scheie. The Sinsheimer-Stanley Festival di Santa Cruz (1995)
- Re Lear di William Shakespeare, regia di Mark Rucker. The Sinsheimer-Stanley Festival di Santa Cruz (1995)
- Taking Sides di Ronald Harwood, regia di David Jones. Brooks Atkinson Theatre di Broadway (1996)
- Lungo viaggio verso la notte di Eugene O'Neill, regia di Ron Daniels. American Repertory Theatre di Cambridge (1996)
- Enrico VIII di William Shakespeare, regia di Mary Zimmerman. Delacorte Theatre dell'Off Broadway (1998)
- Cabaret, libretto di Joe Masteroff, testi di Fred Ebb, colonna sonora di John Kander, regia di Sam Mendes. Studio 54 di Broadway (1999)
- Il racconto d'inverno di William Shakespeare, regia di Brian Kulick. Delacorte Theatre dell'Off Broadway (2000)
- L'invenzione dell'amore di Tom Stoppard, regia di Jack O'Brien. Lyceum Theatre di Broadway (2001)
- Cimbelino di William Shakespeare, regia di Bartlett Sher. Lucille Lortel Theater dell'Off Broadway (2002)
- La dodicesima notte di William Shakespeare, regia di Brian Kulick. Delacorte Theatre dell'Off Broadway (2002)
- I persiani di Eschilo, regia di Ellen McLaughlin. National Actors Theatre dell'Off Broadway (2003)
- I mostri sacri di Tom Stoppard, regia di Gregory Boyd. Williamstown Theatre Festival di Williamstown (2003)
- The Pillowman di Martin McDonagh, regia di John Crowley. Booth Theatre di Broadway (2005)
- Amleto di William Shakespeare, regia di Oskar Eustis. Delacorte Theatre dell'Off Broadway (2008)
- Patriots di Peter Morgan, regia di Rupert Goold. Ethel Barrymore Theatre di Broadway (2024)

## Riconoscimenti
- Golden Globe
  - 2010 – Candidatura per il miglior attore in un film commedia o musical per A Serious Man
- Screen Actors Guild Award
  - 2011 – Miglior cast in una serie drammatica per Boardwalk Empire - L'impero del crimine
  - 2012 – Miglior cast in una serie drammatica per Boardwalk Empire - L'impero del crimine
  - 2013 – Candidatura per il miglior cast in una serie drammatica per Boardwalk Empire - L'impero del crimine
  - 2014 – Candidatura per il miglior cast in una serie drammatica per Boardwalk Empire - L'impero del crimine
  - 2016 – Candidatura per il miglior cast cinematografico per L'ultima parola - La vera storia di Dalton Trumbo
- Satellite Award
  - 2009 – Miglior attore in un film commedia o musicale per A Serious Man
- Tony Award
  - 2005 – Candidatura per il miglior attore non protagonista in un'opera teatrale per The Pillowman
  - 2024 – Candidatura per il miglior attore protagonista in un'opera teatrale per Patriots

## Doppiatori italiani
Nelle versioni in italiano delle opere in cui ha recitato, Michael Stuhlbarg è stato doppiato da:
- Franco Mannella in A Serious Man, Hugo Cabret, Blue Jasmine, Cut Bank - Crimine chiama crimine, Your Honor, The Staircase - Una morte sospetta, The Instigators, Operazione vendetta
- Loris Loddi in Hitchcock, L'ultima parola - La vera storia di Dalton Trumbo, La forma dell'acqua - The Shape of Water, Dopesick - Dichiarazione di dipendenza
- Luigi Ferraro in Ugly Betty, Steve Jobs, Chiamami col tuo nome
- Dario Oppido in Lincoln, Fargo, Miss Sloane - Giochi di potere
- Roberto Gammino in Doctor Strange, Doctor Strange nel Multiverso della Follia
- Alessandro Quarta in Men in Black 3, La grande partita
- Alessio Cigliano in Miles Ahead, The Post
- Teo Bellia in Boardwalk Empire - L'impero del crimine
- Fabrizio Odetto in Law & Order: Criminal Intent
- Gianfranco Miranda in Afterschool
- Andrea Lavagnino in 7 psicopatici
- Roberto Certomà in Damages
- Riccardo Lombardo in Transparent
- Massimo De Ambrosis in Arrival
- Luciano Palermi in The Looming Tower
- Christian Iansante in Bones and All